# Tricassi
I Tricassi erano un popolo gallico stanziato lungo la Senna, nell'attuale Champagne. La loro capitale era l'odierna Troyes, in epoca imperiale Augustobona, nella Gallia Lugdunense. Loro vicini erano i Suessioni e i Remi a nord, i Leuci a sud e i Senoni a est.